# Kiichi Miyazawa
Kiichi Miyazawa (宮澤 喜一, Miyazawa Kiichi, Fukuyama (Hiroshima), Japão, 8 de outubro de 1919–Tóquio, 28 de junho de 2007) foi um político do Japão. Foi o 78º primeiro-ministro do Japão, tendo exercido o cargo de 6 de Novembro de 1991 a 9 de Agosto de 1993.

## Inicio de vida e carreira
Miyazawa nasceu em Fukuyama, Província de Hiroshima, tendo-se formado na Universidade de Tóquio com um grau em leis. Em 1942 juntou-se ao Ministério das Finanças. Em 1953 foi eleito para a Câmara Alta da Dieta do Japão (Parlamento), onde permaneceu até se mudar para a Câmara Baixa do mesmo parlamento em 1967.
Miyazawa desempenhou vários cargos públicos proeminentes, incluindo Ministro do Comércio Internacional e Indústria (1970–1971), Ministro dos Negócios Estrangeiros (1974–1976), Director Geral da Agência de Planeamento Económico (1977–1978), e Chefe de Secretaria do Gabinete (1984–1986). Tornou-se Ministro das Finanças durante o governo de Noboru Takeshita, em 1987, mas teve que resignar devido ao Escândalo Recruta.

## Primeiro-Ministro
Miyazawa tornou-se primeiro-ministro no dia 5 de Novembro de 1991, e ganhou breve fama nos EUA quando o Presidente George H. W. Bush vomitou no seu regaço durante um jantar de estado no dia 8 de janeiro de 1992. Os japoneses chegaram até a inventar um verbo para este incidente: busshu-suru ou busshuru—literalmente, "fazer um Bush," ou "vomitar em público".
O seu governo deixou passar uma lei que permitia que o Japão enviasse as suas forças para as missões dos Boinas azuis assim como negociou um acordo de comércio com os EUA. Também introduziu reformas financeiras dirigidas ao crescimento do comércio malaio no Japão durante a década de 1990.
Miyazawa resignou em 1993 depois de perder uma moção de censura, marcando o fim de 38 anos de governos do Partido Liberal Democrata no Japão.

## Carreira Subsequente

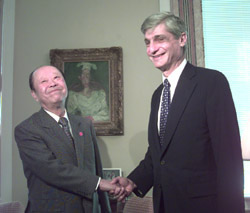
Kiichi Miyazawa (na época Ministro das Finanças), à esquerda, encontra-se com Robert Rubin, Secretário do Tesouro dos E.U.A. (1999).

Miyazawa voltou mais tarde às lides políticas quando foi uma vez mais nomeado Ministro das Finanças, cargo que exerceu entre 1999 e 2002 durante os governos de Keizo Obuchi e Yoshiro Mori. A sua carreira política terminou depois de se retirar da Dieta do Japão em 2003.
Miyazawa também era membro da Comissão Trilateral.

## Morte
Miyazawa faleceu na sua casa de Tóquio. A sua morte surgiu de uma forma inesperada pois, apesar dos seus 87 anos de idade, não se encontrava doente. Várias personalidades prestaram-lhe homenagem, reconhecendo o seu valor como político.